# ستییو د لا ریبرا
ستییو د لا ریبرا (به اسپانیایی: Sotillo de la Ribera) یک شهرستان در اسپانیا است که در کاستیا و لئون واقع شده‌است.

## خصوصیات
ستییو د لا ریبرا ۴۲ کیلومترمربع مساحت و ۶۰۳ نفر جمعیت دارد و ۸۹۸ متر بالاتر از سطح دریا واقع شده‌است.